# Irving Kristol
Irving Kristol (* 22. Januar 1920 in Brooklyn, New York; † 18. September 2009 in Washington, D.C.) war ein US-amerikanischer politischer Autor und Sozialwissenschaftler. Von 1969 bis 1985 war er ordentlicher Professor an der Graduate School of Business der New York University. 1972 wurde er Mitglied der American Academy of Arts and Sciences.  Er schrieb lange Zeit eine Kolumne für das Wall Street Journal und war Mitbegründer des Magazins The National Interest. Kristol galt als einer der Mitbegründer und führenden Köpfe des Neokonservatismus.

## Leben

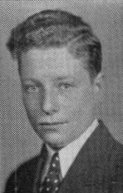
Irving Kristol (1936)

Der Sohn russisch-jüdischer Einwanderer wuchs in New York auf und studierte dort Geschichte am City College, wo er 1940 den B.A. erwarb. Zu dieser Zeit war er Mitglied der Young People’s Socialist League und aktiver Trotzkist. Von 1941 bis 1944 diente er – zuletzt als Feldwebel – in der 12. US-Panzerdivision.
Kristol war Herausgeber und teilweise Mitbegründer zahlreicher Zeitschriften: 1947 bis 1952 Herausgeber der Zeitschrift Commentary, 1953 bis 1958 Herausgeber und Mitbegründer des britischen Magazins Encounter, 1959 bis 1960 Herausgeber der Zeitschrift Reporter. Zudem begründete und leitete Kristol weitere Zeitschriften, etwa Politics and Culture, The Public Interest, Foreign Affairs Journal und The National Interest. Von 1961 bis 1969 war er stellvertretender Vorstand des US-Verlages Basic Books.
In den 1960er Jahren wandte sich Kristol mehr und mehr dem Konservatismus zu und wurde zu einem der wichtigsten Vertreter des Neokonservatismus. 
Im Jahr 1969 erhielt Kristol eine ordentliche Professur für „Social Thought“ an der New York University Graduate School of Business, die er bis 1985 bekleidete. Seitdem war er Senior Fellow des American Enterprise Institute (AEI). 1972 wurde er in die American Academy of Arts and Sciences gewählt. Ebenfalls seit 1972 war er Mitglied des Council on Foreign Relations und Präsident des Bureau of National Affairs, Inc. (BNA). Ab 1972 schrieb er eine Kolumne für das Wall Street Journal.
Ende der 1970er Jahre rief Kristol dazu auf, um den Kapitalismus und die Kapitalisten zu schützen und gesund zu erhalten „das Klima der öffentlichen Meinung zu formen oder umzuformen – ein Klima, das von unseren Wissenschaftlern, unseren Lehrern, unseren Intellektuellen, unseren Publizisten, ... erzeugt wird.“ Für diese Maßnahmen wählte er den Begriff Corporate Philanthropy und stieß mit dem Vorschlag auf Unterstützung bei Unternehmensvorständen und Lobbyisten auf große Resonanz. In den folgenden dreißig Jahren baute er zusammen mit anderen konservativen Intellektuellen und den sie finanzierenden Wirtschaftsführern ein Netzwerk von konservativen Denkfabriken, Stiftungen, Elitejournalen und Massenmedien auf.
1985 gründete Kristol die Zweimonatszeitschrift The National Interest, die sich nicht nur mit Außenpolitik im engeren Sinn befasst, sondern auch mit einem weiteren Themenkreis und der Frage, wie kulturelle und gesellschaftliche Unterschiede, technische Neuerungen, Geschichte und Religion das Verhalten von Staaten beeinflussen. Sie verbreitet den Ansatz der realistischen Schule der Politikwissenschaft.
Im Juli 2002 erhielt Kristol von Präsident George W. Bush die höchste zivile Auszeichnung der USA verliehen, die Presidential Medal of Freedom.
Kristol heiratete 1942 die Historikerin Gertrude Himmelfarb (1922–2019). Beider Sohn ist der 1952 geborene Publizist William Kristol.

## Werke
- The Neoconservative Persuasion: Selected Essays, 1942-2009 (with Gertrude Himmelfarb). Basic Books, New York 2011
- Neoconservatism: The Autobiography of an Idea. 1995.
- Scorpions in a Bottle: Dangerous Ideas about the United States and the Soviet Union (with Michael Novak, William Bennett, Peter Berger, and Sidney Hook). 1986.
- The Press and American Politics (with J. William Fulbright and Raymond Price). 1986.
- Reflections of a Neoconservative: Looking Back, Looking Ahead. 1983.
- Crisis in Economic Theory (with Daniel Bell). 1981.
- Two Cheers for Capitalism. 1978.
- American Commonwealth (with Nathan Glazer). 1976.
- Sozialismus, Kapitalismus und Nihilismus, in: ORDO – Jahrbuch für die Ordnung von Wirtschaft und Gesellschaft, Bd. 24, 1971, S. 49–66.
- The American Revolution as a Successful Revolution. 1973.